# Oops!... I Did It Again Tour
Pour les articles homonymes, voir Oops!... I Did It Again (homonymie).
Tournées par Britney Spears
...Baby One More Time Tour (1999-2000) Dream Within a Dream Tour (2001-2002)
Le Oops!... I Did It Again Tour est une tournée de la chanteuse pop Britney Spears pour soutenir son deuxième album Oops!... I Did It Again. Elle s'est déroulée en 2000. Sa première tournée internationale est devenu l'une des tournées les plus importantes de 2000.

## Déroulement

### Setlist
1. (You Drive Me) Crazy
2. Stronger
3. What U See (Is What U Get)
4. From the Bottom of My Broken Heart
5. Born To Make You Happy
6. Lucky
7. Sometimes
8. Don't Let Me Be the Last to Know
9. The Beat Goes On
10. Don't Go Knockin' On My Door
11. (I Can't Get No) Satisfaction
12. ...Baby One More Time
13. Oops!... I Did It Again

## Dates
| Amérique du Nord   |                       |             |                                             |                         |            |
| 20 juin, 2000      | Columbia              | États-Unis  | Merriweather Pavillion                      | -                       | -          |
| 21 juin 2000       | Hartford              | États-Unis  | Meadows Music Theatre                       | -                       | -          |
| 23 juin 2000       | Darien                | États-Unis  | Darien Lake Performing Arts Center          | -                       | -          |
| 24 juin 2000       | Hershey               | États-Unis  | Hersheypark Arena                           | 28,701 / 28,701 (100%)  | $1,014,096 |
| 25 juin 2000       | Scranton              | États-Unis  | Montage Mountain Amphitheater               | -                       | -          |
| 26 juin 2000       | Denver                | États-Unis  | Red Rocks Amphitheatre                      | Annulé                  | Annulé     |
| 27 juin 2000       | Wantagh               | États-Unis  | Jones Beach Amphitheatre                    | 56,550 / 56,550 (100%)  | $2,055,861 |
| 28 juin 2000       | Wantagh               | États-Unis  | Jones Beach Amphitheatre                    | 56,550 / 56,550 (100%)  | $2,055,861 |
| 29 juin 2000       | Wantagh               | États-Unis  | Jones Beach Amphitheatre                    | 56,550 / 56,550 (100%)  | $2,055,861 |
| 30 juin 2000       | Wantagh               | États-Unis  | Jones Beach Amphitheatre                    | 56,550 / 56,550 (100%)  | $2,055,861 |
| 2 juillet 2000     | Holmdel               | États-Unis  | PNC Bank Arts Center                        | -                       | -          |
| 3 juillet 2000     | Holmdel               | États-Unis  | PNC Bank Arts Center                        | -                       | -          |
| 4 juillet 2000     | Bristow               | États-Unis  | Nissan Pavilion                             | -                       | -          |
| 5 juillet 2000     | Camden                | États-Unis  | Blockbuster-Sony Music Entertainment Centre | -                       | -          |
| 7 juillet 2000     | Tinley Park           | États-Unis  | New World Music Theatre                     | -                       | -          |
| 8 juillet 2000     | Milwaukee             | États-Unis  | Marcus Amphitheatre                         | -                       | -          |
| 9 juillet 2000     | Clarkston             | États-Unis  | Pine Knob Music Theatre                     | -                       | -          |
| 10 juillet 2000    | Clarkston             | États-Unis  | Pine Knob Music Theatre                     | -                       | -          |
| 16 juillet 2000    | Maryland Heights      | États-Unis  | Riverport Amphitheatre                      | -                       | -          |
| 17 juillet 2000    | Bonner Springs        | États-Unis  | Sandstone Amphitheater                      | -                       | -          |
| 19 juillet 2000    | Dallas                | États-Unis  | Starplex Amphitheatre                       | -                       | -          |
| 20 juillet 2000    | San Antonio           | États-Unis  | Alamodome                                   | -                       | -          |
| 21 juillet 2000    | The Woodlands         | États-Unis  | Cynthia Woods Mitchell Pavilion             | 25,916 / 25,972 (99,9%) | $912,149   |
| 22 juillet 2000    | The Woodlands         | États-Unis  | Cynthia Woods Mitchell Pavilion             | 25,916 / 25,972 (99,9%) | $912,149   |
| 27 juillet 2000    | Albuquerque           | États-Unis  | Mesa Del Sol Amphitheatre                   | -                       | -          |
| 28 juillet 2000    | Phoenix               | États-Unis  | Desert Sky Pavilion                         | -                       | -          |
| 29 juillet 2000    | Irvine                | États-Unis  | Verizon Wireless Amphitheatre               | -                       | -          |
| 30 juillet 2000    | Inglewood             | États-Unis  | Great Western Forum                         | 25,756 / 29,000 (88,8%) | $977,849   |
| 31 juillet 2000    | Inglewood             | États-Unis  | Great Western Forum                         | 25,756 / 29,000 (88,8%) | $977,849   |
| 1er août 2000      | Concord               | États-Unis  | Concord Pavilion                            | -                       | -          |
| 3 août 2000        | San Diego             | États-Unis  | San Diego Sports Arena                      | -                       | -          |
| 4 août 2000        | Las Vegas             | États-Unis  | MGM Grand Garden Arena                      | -                       | -          |
| 5 août 2000        | Devore                | États-Unis  | Glen Helen Blockbuster Pavilion             | -                       | -          |
| 6 août 2000        | Marysville            | États-Unis  | Sleep Train Amphitheater                    | -                       | -          |
| 8 août 2000        | Mountain View         | États-Unis  | Shoreline Amphitheatre                      | -                       | -          |
| 10 août 2000       | Portland              | États-Unis  | Rose Garden Arena                           | -                       | -          |
| 11 août 2000       | George                | États-Unis  | Gorge Amphitheatre                          | 20,000 / 20,000 (100%)  | $814,630   |
| 12 août 2000       | Vancouver             | Canada      | GM Place                                    | -                       | -          |
| 14 août 2000       | Salt Lake City        | États-Unis  | Delta Center                                | -                       | -          |
| 21 août 2000       | Burgettstown          | États-Unis  | Coca-Cola Star Lake Amphitheater            | -                       | -          |
| 22 août 2000       | Toronto               | Canada      | Molson Amphitheatre                         | -                       | -          |
| 23 août 2000       | Montréal              | Canada      | Centre Molson                               | -                       | -          |
| 24 août 2000       | Syracuse              | États-Unis  | Empire Expo Center                          | -                       | -          |
| 25 août 2000       | Atlantic City         | États-Unis  | Mark G. Etess Arena                         | 18,254 / 18,954 (96,3%) | $596,110   |
| 28 août 2000       | Mansfield             | États-Unis  | Tweeter Center                              | -                       | -          |
| 30 août 2000       | Saratoga Springs      | États-Unis  | Saratoga Performing Arts Center             | -                       | -          |
| 31 août 2000       | Cleveland             | États-Unis  | Gund Arena                                  | -                       | -          |
| 1er septembre 2000 | Knoxville             | États-Unis  | Thompson-Boling Arena                       | -                       | -          |
| 2 septembre 2000   | Noblesville           | États-Unis  | Deer Creek Music Center                     | -                       | -          |
| 3 septembre 2000   | Columbus              | États-Unis  | Polaris Amphitheater                        | -                       | -          |
| 9 septembre 2000   | Orlando               | États-Unis  | TD Waterhouse Centre                        | -                       | -          |
| 10 septembre 2000  | West Palm Beach       | États-Unis  | Mars Music Amphitheatre                     | -                       | -          |
| 12 septembre 2000  | Raleigh               | États-Unis  | Alltel Pavilion at Walnut Creek             | -                       | -          |
| 13 septembre 2000  | Charlotte             | États-Unis  | Blockbuster Pavilion                        | -                       | -          |
| 14 septembre 2000  | Virginia Beach        | États-Unis  | Virginia Beach Amphitheatre                 | -                       | -          |
| 15 septembre 2000  | Burgettstown          | États-Unis  | Coca-Cola Star Lake Amphitheater            | -                       | -          |
| 16 septembre 2000  | Antioch               | États-Unis  | First American Music Center                 | -                       | -          |
| 18 septembre 2000  | Atlanta               | États-Unis  | Lakewood Amphitheatre                       | -                       | -          |
| 20 septembre 2000  | La Nouvelle-Orléans   | États-Unis  | Louisiana Superdome                         | -                       | -          |
| Europe             |                       |             |                                             |                         |            |
| 8 octobre 2000     | Birmingham            | Royaume-Uni | National Exhibition Centre                  | -                       | -          |
| 10 octobre 2000    | Londres               | Royaume-Uni | Wembley Arena                               | -                       | -          |
| 11 octobre 2000    | Londres               | Royaume-Uni | Wembley Arena                               | -                       | -          |
| 12 octobre 2000    | Londres               | Royaume-Uni | Wembley Arena                               | -                       | -          |
| 13 octobre 2000    | Manchester            | Royaume-Uni | Manchester Evening News Arena               | -                       | -          |
| 14 octobre 2000    | Manchester            | Royaume-Uni | Manchester Evening News Arena               | -                       | -          |
| 17 octobre 2000    | Brême                 | Allemagne   | Stadthalle Bremen                           | -                       | -          |
| 18 octobre 2000    | Gand                  | Belgique    | Flanders Sports Arena                       | 13,950 / 13,950         | $359,714   |
| 19 octobre 2000    | Dortmund              | Allemagne   | Westfalenhalle                              | -                       | -          |
| 20 octobre 2000    | Stuttgart             | Allemagne   | Hanns-Martin-Schleyer-Halle                 | -                       | -          |
| 22 octobre 2000    | Barcelone             | Espagne     | Palau Sant Jordi                            | -                       | -          |
| 24 octobre 2000    | Milan                 | Italie      | Fila Forum                                  | -                       | -          |
| 25 octobre 2000    | Zurich                | Suisse      | Hallenstadion                               | -                       | -          |
| 26 octobre 2000    | Munich                | Allemagne   | Olympiahalle                                | -                       | -          |
| 28 octobre 2000    | Kiel                  | Allemagne   | Ostseehalle                                 | -                       | -          |
| 29 octobre 2000    | Berlin                | Allemagne   | Velodrom                                    | -                       | -          |
| 30 octobre 2000    | Hanovre               | Allemagne   | Preussag Arena                              | -                       | -          |
| 1er novembre 2000  | Leipzig               | Allemagne   | Messehalle                                  | -                       | -          |
| 2 novembre 2000    | Francfort-sur-le-Main | Allemagne   | Festhalle                                   | -                       | -          |
| 4 novembre 2000    | Arnhem                | Pays-Bas    | Gelredome                                   | -                       | -          |
| 7 novembre 2000    | Göteborg              | Suède       | Scandinavium                                | -                       | -          |
| 8 novembre 2000    | Oslo                  | Norvège     | Oslo Spektrum                               | -                       | -          |
| 9 novembre 2000    | Stockholm             | Suède       | Stockholm Globe Arena                       | -                       | -          |
| 10 novembre 2000   | Copenhague            | Danemark    | Valby Hallen                                | -                       | -          |
| 13 novembre 2000   | Cologne               | Allemagne   | Kölnarena                                   | -                       | -          |
| 14 novembre 2000   | Paris                 | France      | Le Zénith                                   | -                       | -          |
| 15 novembre 2000   | Londres               | Royaume-Uni | London Dockland Arena                       | -                       | -          |
| 16 novembre 2000   | Londres               | Royaume-Uni | London Dockland Arena                       | -                       | -          |
| 18 novembre 2000   | Manchester            | Royaume-Uni | Manchester Evening News Arena               | -                       | -          |
| 20 novembre 2000   | Birmingham            | Royaume-Uni | National Exhibition Centre                  | -                       | -          |
| 21 novembre 2000   | Birmingham            | Royaume-Uni | National Exhibition Centre                  | -                       | -          |
| Amérique du Sud    |                       |             |                                             |                         |            |
| 18 janvier 2001    | Rio de Janeiro        | Brésil      | City of Rock                                | -                       | -          |
| Total              | Total                 | Total       | Total                                       | -                       | -          |